# سوفي كرامب
سوفي كرامب (بالإنجليزية: Sophie Crumb)‏ هي فنانة ورسامة كارتون ورسامة توضيحية أمريكية، ولدت في 27 سبتمبر 1981 في ووودلاند في الولايات المتحدة.

## وصلات خارجية
- الموقع الرسمي
- سوفي كرامب على موقع IMDb (الإنجليزية)
- سوفي كرامب على موقع ميوزك برينز (الإنجليزية)
- سوفي كرامب على موقع ديسكوغز (الإنجليزية)